# Силвия Вагенщайн
Вижте пояснителната страница за други личности с името Вагенщайн.
Силвия Илиева Вагенщайн е преводачка и издателка, съоснователка на издателство „Колибри“ (1991 г.).

## Биография
Родена е през 1950 г. Завършва специалност „Френска филология“ с втора специалност „Италианска филология“ във Факултета по класически и нови филологии в Софийския университет „Свети Климент Охридски“.
Работила е като преводач и редактор във френската редакция на Агенция „София прес“ (1976 – 1981). В периода от 1981 до 1990 г. е редактор в секция „Многотомни издания“ на издателство „Народна култура“. Водеща е на поредица многотомни издания: Балзак (10 тома), Флобер (4 тома), Стендал (4 тома), Юго (8 тома). Редактирала е множество произведения от френски автори от XIX и XX век, поезия и проза: Песните на Малдорор на Лотреамон, Един сезон в ада, Озарения на Артюр Рембо, Малки поеми в проза и Цветя на злото на Шарл Бодлер.
През 1991 г. е сред съоснователите на издателство „Колибри“. В него тя е главен редактор, отговарящ за издателските стратегии и водещ редактор на поредиците „Модерна класика“ и „Съвременна европейска проза“.
През 2023 г. излиза и неин превод на „Поезия“ на Пол Елюар (изд. „Колибри“), отличен за изключително високи постижения в областта на превода на художествената литература от Съюза на преводачите в България. Сборникът отразява в голяма степен преводаческите пристрастия и представлява „лична антология“ на поетическата вселена на Елюар, която извършва революция в европейската поезията на XX век.
Автор на критически текстове, предговори и лексикографски съчинения.
Съпруга на кинокритика и сценарист Раймонд Вагенщайн и внучка на българския литературен критик, поет, есеист, преводач от френски, италиански и руски език Николай Дончев.

## Преводи
- „Изменение“, „Репертоари“ от Мишел Бютор
- „Онорин“ от Оноре дьо Балзак
- „Новели“ от Стендал
- „Тетрадки“ от Пол Валери
- „Златните плодове“ от Натали Сарот
- „Made in France“ от Пиер Данинос
- „Един изгубен профил“ от Франсоаз Саган
- „Историята на О“ от Полин Реаж
- „Бебето“ от Мари Дарийосек
- „Малкият Никола тръгва пак на училище“ и „Щуротиите на Малкия Никола“ от Госини&Семпе
- „Изкушението на Свети Антоний“ от Гюстав Флобер
- „Поезия“ от Ален Ланс
- „Любовникът“ и „Любовникът от Северен Китай“ от Маргьорит Дюрас
- „Шери“ от Колет
- „Недоразумение в Москва“ от Симон дьо Бовоар
- „Пътешествие в Страната на дърветата“ от Жан-Мари Гюстав Льо Клезио
- „Диан Ланстер“ от Жан-Дидие Уолфром
- „Последни любовни стихотворения“ от Пол Елюар
- „Поезия“ от Венюс Кури-Гата
- „Поезия“ от Пол Елюар

Превела е на френски език няколко книги с поезия от Кирил Кадийски, издадени в престижни френски издателства – Fata Morgana, Les Belles Lettres, L’Esprit des péninsules и др.

## Награди
- Поощрение за млад преводач за „Изкушението на Свети Антоний“ на Гюстав Флобер (1985);[1]
- Награда на Съюза на преводачите в България за „Изменение“ и „Репертоари“ на Мишел Бютор (1987);[1]
- Отличена с орден Chevalier des Arts et Lettres на Министерство на културата на Франция.
- Специалната награда на Съюза на преводачите в България (2023) за изключително високи постижения в областта на превода на художествената литература – поезия, за превода на сборника „Поезия“ с подбрани стихове от Пол Елюар.[2]